# Bahnhof Naujoji Vilnia
Der Bahnhof Naujoji Vilnia (lit. Naujosios Vilnios geležinkelio stotis) ist ein Bahnhof in der litauischen Hauptstadt Vilnius, im Nordosten der Stadt, im Stadtteil und in der Verwaltungsgemeinschaft Naujoji Vilnia. Er wird von der Litauischen Staatsbahn Lietuvos geležinkeliai betrieben. Der Bahnhof liegt an der Warschau-Petersburger Eisenbahn und ist Ausgangspunkt einer Strecke nach Minsk. Der Zugang erfolgt durch das Empfangsgebäude von Süden über die Tremtinįų gatvė sowie von Norden über die A. V. Kojelavičiaus gatvė. Die sieben Bahnsteige sind über einen Fußgängertunnel miteinander verbunden.

## Geschichte

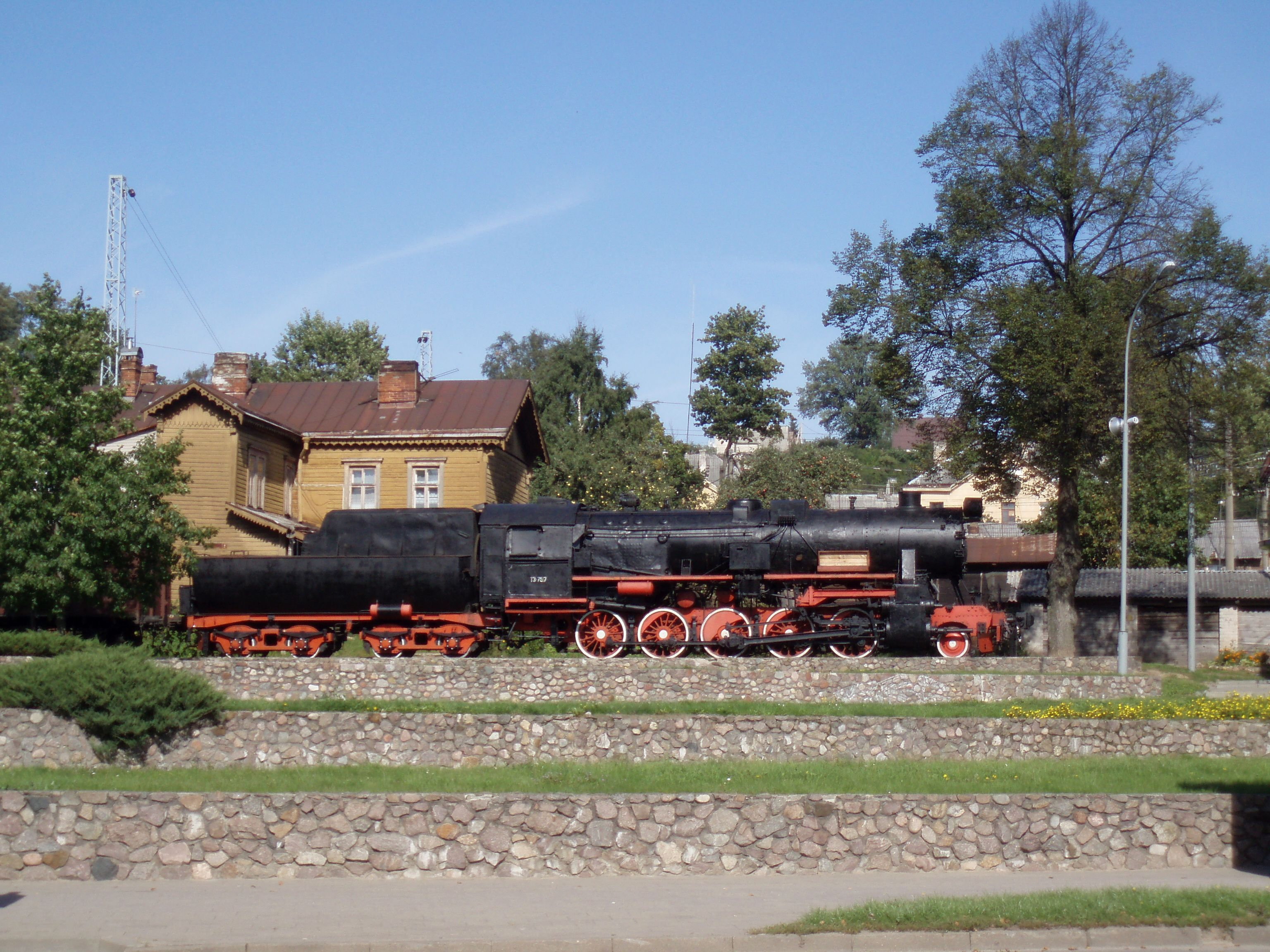
Dampflok-Denkmal

Am 14. September 1860 wurde der Abschnitt Pskow–Vilnius der Warschau-Petersburger Eisenbahn eröffnet. Der Bahnhof in Naujoji Vilnia wurde später errichtet, als die Siedlung im Entstehen war und sich im Umfeld vorrangig Eisenbahner ansiedelten. Die Siedlung selbst wuchs in den 1930er Jahren zur dritten litauischen Industriestadt heran.
Zwischen 1940 und 1941 wurden infolge der Annexion Litauens durch die Sowjetunion zahlreiche Einwohner Naujoji Vilnia aus in Richtung Sibirien deportiert. Anlässlich dieses Ereignisses findet jedes Jahr am 14. Juni 2009 eine Gedenkfeier für die Opfer statt. Die Feier von 2009 fand unter dem Motto Vilties paukštė (Honnungsvogel) statt.